# 平武小檗
平武小檗（学名：Berberis pingwuensis）为小檗科小檗属下的一个种。

## 扩展阅读
- 維基物種上的相關：平武小檗